# 외팅어

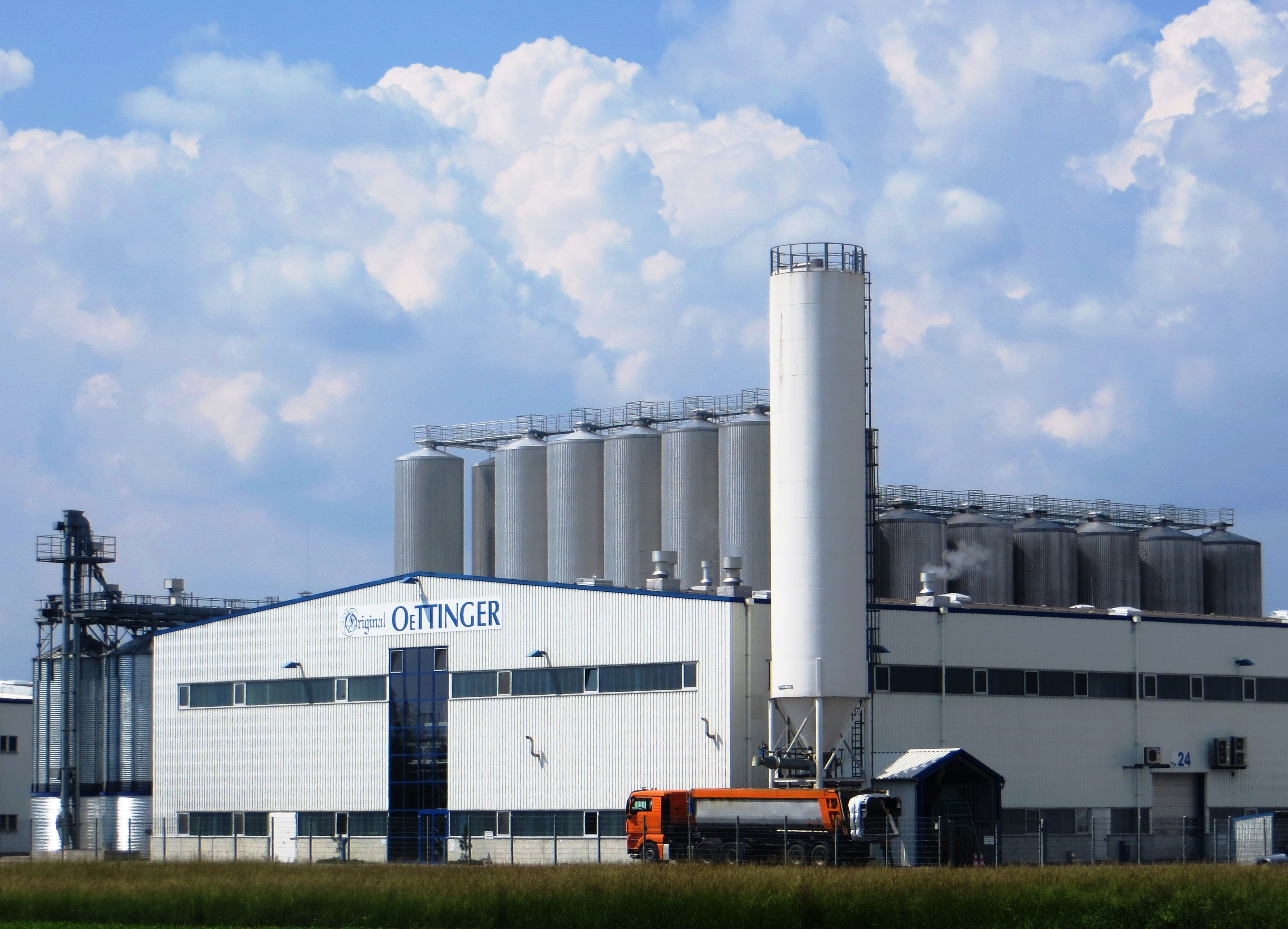

외팅어(Oettinger)는 18세기 독일의 바이에른 주 외팅겐(Oettingen)에서 시작된 맥주 회사이다. 이름은 연고도시인 외팅겐(Oettingen)에서 유래되었다. 외팅어는 2004년부터 2013년까지 독일 현지 맥주 판매량 순위에서 줄곧 1위를 기록하고 있다.  다른 독일 맥주에 비해 값싼 가격에 많은 사람들의 사랑을 받으며 매년 압도적인 판매량을 기록하고 있다. 2013년부터는 GMO-free를 선언하며 친환경주의를 추구하고 있다. 현재 외팅어의 대표는 귄터 콜마(Günther Kollmar)이다.

## 설명
- 생산지 바이에른주 외팅겐
- 제조사 외팅어 양조장
- 외팅어 필스 알코올 4.7%

## 참조
1. ↑  (독일어) Die beliebtesten deutschen Biermarken 보관됨 2015-09-24 - 웨이백 머신-Handelsblatt Online